# Edmond-Victor Boissonnas
Pour les articles homonymes, voir Boissonnas.
Edmond-Victor Boissonnas, né le 6 mai 1862 à Genève et mort prématurément à l'âge de 27 ans le 25 janvier 1890 à Saint-Louis aux États-Unis, est un photographe genevois, spécialisé dans la chimie photographique.

## Biographie
Edmond-Victor Boissonnas est issu d'une famille d'artistes genevois : son père, Henri-Antoine Boissonnas (1833-1889), est graveur de montres puis photographe ; sa mère Sophie Pilet (1836-1918) est dessinatrice de boîtiers de montres. Il est le troisième enfant d'une fratrie composée de Frédéric Boissonnas (1858-1946), Caroline Sophie Boissonnas (1859-1943) et d'Eva Boissonnas (1873-1965).
Il collabore avec son frère Frédéric Boissonnas qui a repris l'atelier photographique paternel en 1887. Chimiste et photographe, il invente la plaque orthochromatique Regularitas, une émulsion sensible au jaune, permettant d'éviter les retouches de zones blanches. Son invention reçoit une médaille d'argent à l'Exposition photographique de Vienne en 1882 et une médaille d'or à l'Exposition mondiale de Bruxelles en 1888.
Il réalise le pavillon Boissonnas de l'Exposition universelle de Paris en 1889. Il y présente une des premières prises de vue du Mont-Blanc de Frédéric Boissonnas, effectuées avec une plaque orthochromatique sur un format panoramique,.
Internationalement reconnu en tant que chercheur, il s'installe aux États-Unis, à Saint Louis, afin de travailler la fabrication industrielle de ses plaques photographiques au sein de l'entreprise Kramer's Dry Plates Work Cy. Il y décède du typhus à l'âge de 27 ans.